# Klarup
Klarup är en tätort i Ålborgs kommun i Region Nordjylland i Danmark. Tätorten har 5 328 invånare (2024). Den ligger på Jylland, cirka 9 kilometer sydost om Ålborg.